# 錦川
錦川是位於日本山口縣東部流入瀨戶內海的二級河川，其源頭位於中國山地在周南市的區域，往東南進入菅野水壩後轉往東北，進入岩國市轄區在與支流宇佐川會合後又轉往東南方向，最終在岩國市內流入瀨戶內海。其在河口區域分成往東的金津川及往東南的門前川，兩條河川在此形成河口三角州區域，在此三角洲中有美國海軍陸戰隊駐日基地岩國飛行場。

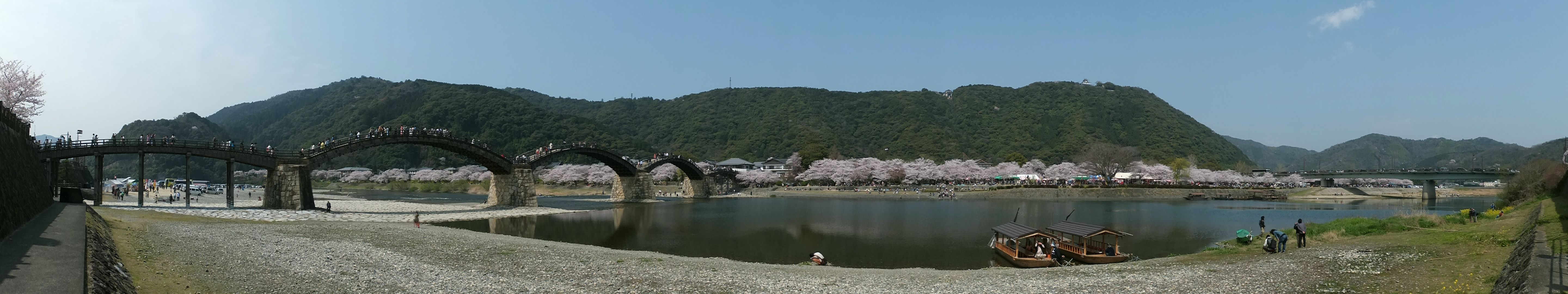
錦帶橋與錦川

錦川流域地圖

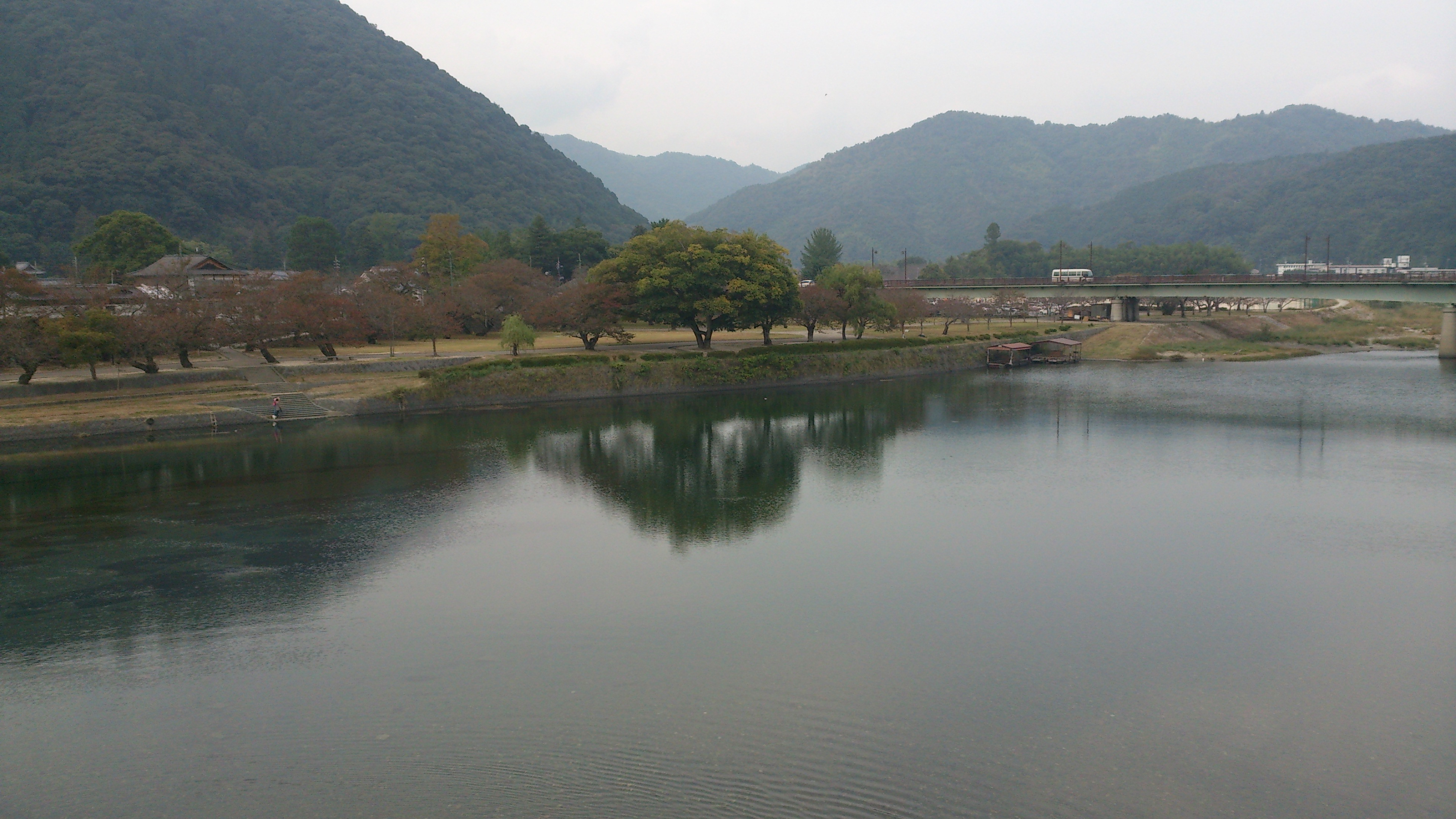
錦川位於錦帶橋附近區域
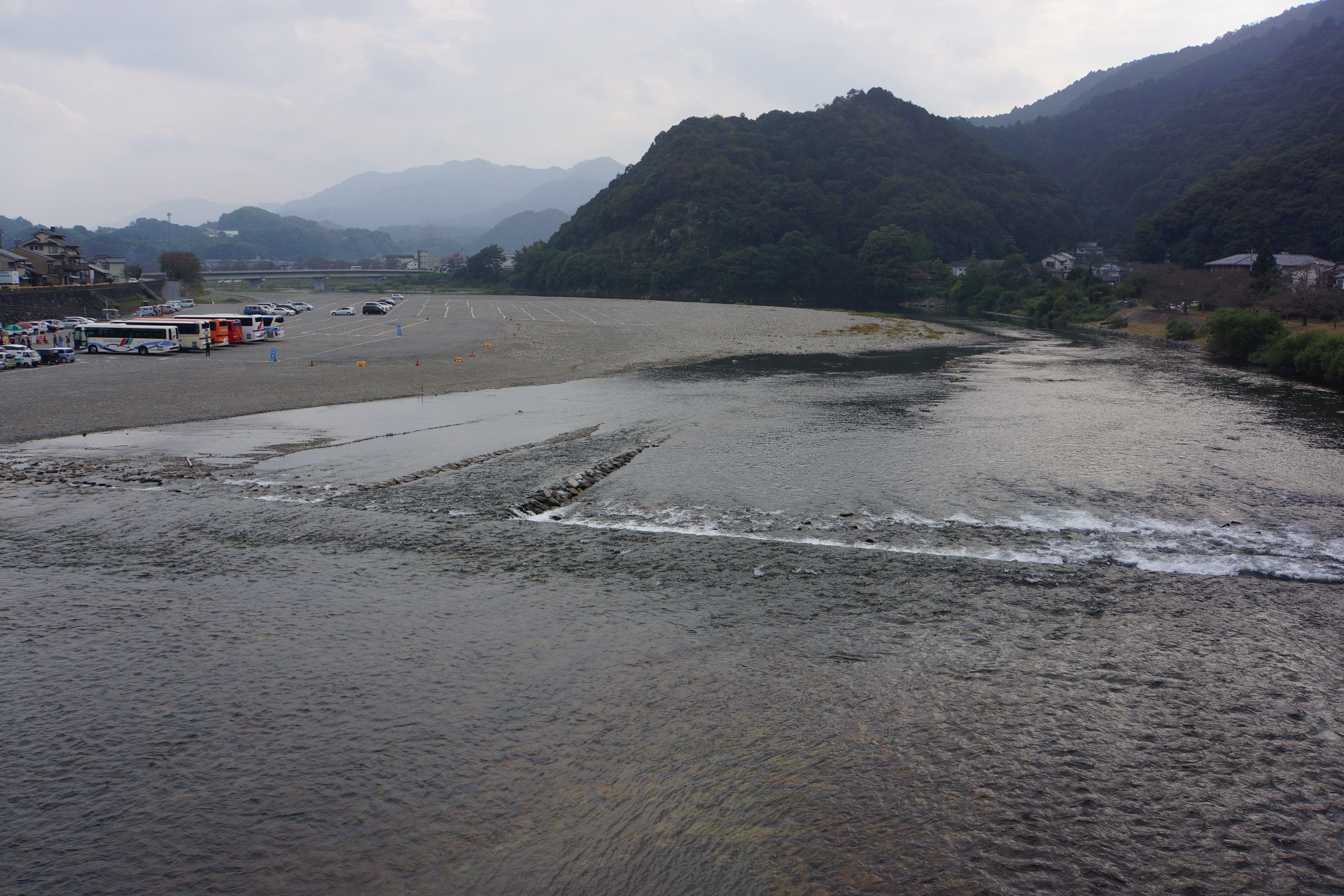
錦川位於錦帶橋附近區域